# United Airlines Tournament of Champions 1985 - Doppio
Il doppio del torneo di tennis United Airlines Tournament of Champions 1985, facente parte del Virginia Slims World Championship Series 1985, ha avuto come vincitrici Martina Navrátilová e Pam Shriver che hanno battuto in finale Elise Burgin e Kathy Horvath con il punteggio di 6–3, 6–1.

## Teste di serie
1. Martina Navrátilová /  Pam Shriver (Campionesse)
2. Claudia Kohde Kilsch /  Hana Mandlíková (semifinali)

1. Elise Burgin /  Kathy Horvath (finale)
2. Elizabeth Minter /  Joanne Russell (primo turno)

## Tabellone

### Legenda
| - Q = Qualificato - WC = Wild card - LL = Lucky loser | - ALT = Alternate - SE = Special Exempt - PR = Protected Ranking | - w/o = Walkover - r = Ritirato - d = Squalificato |

|  | Quarti di finale | Quarti di finale                   | Quarti di finale | Quarti di finale | Quarti di finale |  |  | Semifinali                           | Semifinali                      | Semifinali                      | Semifinali                 | Semifinali                 |   |   | Finale                          | Finale                          | Finale                          | Finale | Finale |  |
|  |                  |                                    |                  |                  |                  |  |  |                                      |                                 |                                 |                            |                            |   |   |                                 |                                 |                                 |        |        |  |
|  |                  |                                    |                  |                  |                  |  |  | Andrea Leand Andrea Temesvári        | Andrea Leand Andrea Temesvári   | Andrea Leand Andrea Temesvári   | 3                          | 2                          |   |   |                                 |                                 |                                 |        |        |  |
|  |                  | Andrea Leand Andrea Temesvári      | 6                | 6                | 6                |  |  | Martina Navrátilová Pam Shriver      | Martina Navrátilová Pam Shriver | Martina Navrátilová Pam Shriver | 6                          | 6                          |   |   |                                 |                                 |                                 |        |        |  |
|  | 4                | Elizabeth Minter Joanne Russell    | 3                | 7                | 4                |  |  |                                      |                                 |                                 |                            |                            |   |   | Martina Navrátilová Pam Shriver | Martina Navrátilová Pam Shriver | Martina Navrátilová Pam Shriver | 6      | 6      |  |
|  | 3                | Elise Burgin Kathy Horvath         | 6                | 6                | 6                |  |  |                                      |                                 | Elise Burgin Kathy Horvath      | Elise Burgin Kathy Horvath | Elise Burgin Kathy Horvath | 3 | 1 |                                 |                                 |                                 |        |        |  |
|  |                  | Jill Hetherington Helene Pelletier | 2                | 7                | 1                |  |  | Elise Burgin Kathy Horvath           | Elise Burgin Kathy Horvath      | Elise Burgin Kathy Horvath      | Elise Burgin Kathy Horvath | w/o                        |   |   |                                 |                                 |                                 |        |        |  |
|  |                  |                                    |                  |                  |                  |  |  | Claudia Kohde Kilsch Hana Mandlíková |                                 |                                 |                            |                            |   |   |                                 |                                 |                                 |        |        |  |